# Бану-Сехра
Бану-Сехра (перс. بانوصحرا‎) — село на севере Ирана, в остане Альборз. Входит в состав шахрестана Саводжболаг. Является частью дехестана (сельского округа) Чендар бахша Чендар.

## География
Село находится в центральной части Альборза, в предгорьях южного Эльбурса, на расстоянии приблизительно 11 километров к северо-западу от Кереджа, административного центра провинции. Абсолютная высота — 1387 метров над уровнем моря.

## Население
По данным переписи 2006 года население села составляло 518 человек (279 мужчин и 239 женщин). В Бану-Сехре насчитывалось 164 семьи. Уровень грамотности населения составлял 79,15 %. Уровень грамотности среди мужчин составлял 80,29 %, среди женщин — 77,82 %.